# Convoglio HX-229/SC-122
L'attacco ai convogli Alleati HX-229 e SC-122, portato da tre mute di U-Boot tedeschi, avvenuto nell'Atlantico del nord tra il 16 ed il 19 marzo 1943, fu la più grande battaglia della seconda guerra mondiale condotta tra le unità sottomarine della Kriegsmarine e quelle della Royal Navy di scorta ai mercantili, che si concluse con la perdita di 22 mercantili contro un solo U-Boot affondato; l'attacco ai due convogli costituì l'ultimo grande successo di parte tedesca della battaglia dell'Atlantico, nella cosiddetta guerra dei convogli.

## L'andamento della battaglia nel 1942
Nel 1942 i sommergibili dell'Asse avevano affondato 1 160 navi per un totale di 6 266 000 tonnellate, ed a queste andavano aggiunte altre 504 navi, affondate ad opera di mezzi di superficie od aerei, che portarono il totale di tonnellaggio affondato a 7 790 000, a dispetto delle 7 000 000 di tonnellate del naviglio di nuova produzione; l'elevato numero di navi perdute contribuì a fare scendere le importazioni di materiali della Gran Bretagna al di sotto di 34 000 000 tonnellate, ossia un terzo in meno rispetto all'inizio del conflitto, e, alla fine dell'anno la Kriegsmarine era in grado di schierare una media di 17 nuovi sommergibili ogni mese e, in quel periodo, 212 erano in servizio attivo sui mari. La situazione, in particolare per quanto riguardava le scorte di carbone, si avvicinava pericolosamente ad un livello di emergenza ed apparve sempre più chiaro che l'esito della battaglia dell'Atlantico avrebbe influito in modo decisivo sulla capacità di resistenza delle parti in conflitto.
La minaccia sempre crescente della distruzione del naviglio mercantile ad opera dei sommergibili rese necessario uno sviluppo per la difesa dei convogli e di questo si incaricò l'ammiraglio Max Kennedy Horton, il quale, nel novembre del 1942, sostituì l'ammiraglio Percy Noble come comandante in capo delle rotte occidentali. Egli, appena nominato, sviluppò una nuova tattica di difesa per i convogli che attraversavano l'Atlantico: essa consisteva nell'aumento delle unità di scorta, di cui una parte, i cosiddetti "gruppi di appoggio" o "gruppi di supporto libero", avrebbero operato in modo autonomo, ossia, una volta avvistato un U-Boot, queste avrebbero potuto lanciarsi all'inseguimento per distruggerlo non lasciando indifeso il convoglio, il quale avrebbe continuato ad essere scortato da unità preposte esclusivamente alla difesa ravvicinata; l'azione dei gruppi di supperto libero avrebbe dovuto essere inoltre integrata dalla presenza di portaerei di scorta o da bombardieri a lungo raggio.

## La situazione all'inizio del 1943
La battaglia dell'Atlantico era in svolgimento da più di tre anni quando nella conferenza di Casablanca, svoltasi nella capitale del Marocco tra il 14 ed il 24 gennaio del 1943, furono definite le future strategie per la condotta del conflitto e, tra gli argomenti trattati, vi fu la necessità di annientare la flotta degli U-Boot, in previsione di un attacco al Vallo Atlantico che sarebbe dovuto avvenire l'anno successivo. Tale obiettivo sarebbe stato perseguito con il potenziamento delle misure da adottare per contrastare la relativa libertà di azione che i sommergibili tedeschi godevano nel nord Atlantico, in particolare nel tratto di mare a sud est della Groenlandia, quali un maggiore numero di bombardieri a lungo raggio per tentare di colmare un pericoloso vuoto della sorveglianza in uno spazio in cui gli U-Boot potevano navigare senza reali pericoli di essere scoperti.
Nello stesso periodo, nei vertici militari della Germania e del Regno Unito, stavano avvenendo significativi cambiamenti: il 30 gennaio il comandante della flotta sottomarina tedesca, il Befehlshaber der U-Boote, l'ammiraglio Karl Dönitz, venne promosso Großadmiral e di fatto sostituì al comando della Kriegsmarine il collega Erich Raeder che successivamente, a causa di contrasti con il Führer, inerenti alla sua intenzione di smantellare le navi di superficie, da lui ritenute costose ed inefficaci, per utilizzare i loro cannoni come batterie costiere, diede le dimissioni. Nel Regno Unito, nel febbraio dello stesso anno, il maresciallo dell'aria John Slessor sostituì il collega Philip Joubert de la Ferté al comando del Royal Air Force Coastal Command, il quale concordò con quanto indicato nella conferenza di Casablanca sulla necessità di aumentare la copertura aerea a lungo raggio per i convogli che dagli Stati Uniti si dirigevano verso l'Europa.

## La partenza dei convogli e lo schieramento tedesco

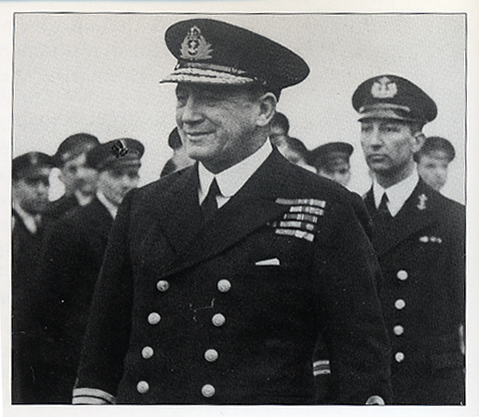
L'ammiraglio inglese Max Kennedy Horton, ideatore dei "gruppi di supporto libero", per la difesa dei convogli Alleati contro i sommergibili tedeschi durante la battaglia dell'Atlantico

Tra il 24 febbraio ed il 9 marzo 1943 salparono dal porto di New York quattro grandi convogli: l'SC-121, partito il 24 febbraio, l'HX-228, il 1º marzo, l'SC-122, il 6 marzo e l'HX-229 il 9 marzo, il convoglio SC-122, più lento del convoglio HX-229, era partito tre giorni prima e avrebbe dovuto essere raggiunto dal secondo durante la traversata per formare un unico convoglio composto da oltre 100 mercantili; l'Ammiragliato britannico era conscio della difficoltà nell'offrire un'adeguata protezione ad un numero così imponente di navi ed allo scopo, considerato che il tempo di arrivo era stimato nel 22 marzo e che solo dal giorno 17 si sarebbe potuto contare sulla protezione aerea, aumentò la scorta con 6 cacciatorpediniere oltre a quelli previsti, portando a 18 il numero delle unità preposte alla difesa del convoglio.
Immediatamente dopo la partenza dei due convogli il B-Dienst, Beobachter Dienst, la sezione crittografica del servizio informazioni radio della marina tedesca, trasmise all'Alto comando della Kriegsmarine la notizia del grande movimento navale che si dirigeva verso la Gran Bretagna e, il 12 marzo, l'ammiraglio Karl Dönitz ordinò l'immediato schieramento della più grande forza sottomarina che la Germania fosse mai riuscita a radunare nel corso di tutta la guerra. Essa comprendeva tre mute per un totale di 41 sommergibili così suddivise: la prima, denominata Raubgraf e dotata di 12 unità, aveva l'incarico di perlustrare la zona a nord est di Terranova, mentre la seconda, denominata Stürmer e dotata di 18 unità, e la terza, denominata Dränger e dotata di 11 unità, avrebbero incrociato più a sud, formando una barriera larga circa 600 miglia contro la quale il grande convoglio avrebbe dovuto infrangersi.

## L'attacco ai convogli

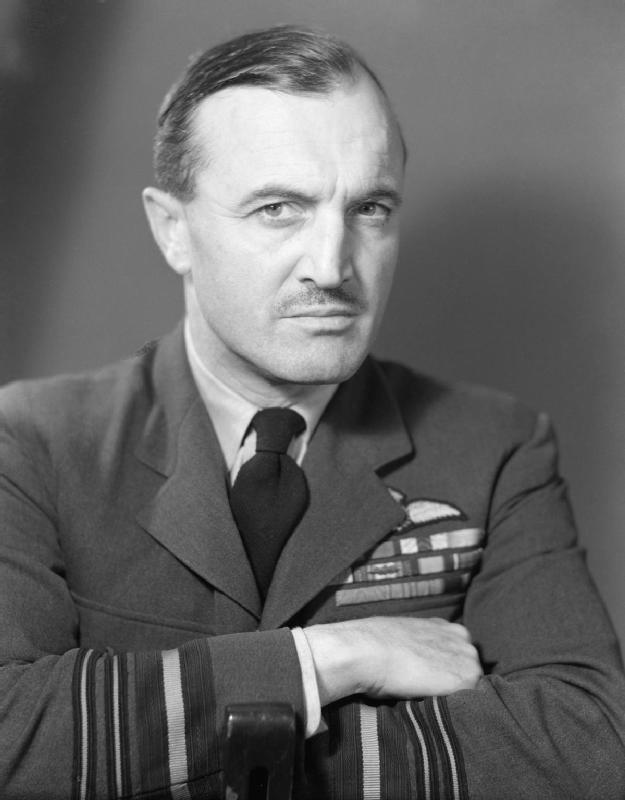
Il maresciallo dell'aria inglese Sir John Slessor, comandante del Royal Air Force Coastal Command

Il 13 marzo alle ore 20.00 venne avvistato il convoglio HX-229 dall'U-653, un U-Boot di Tipo VII che, a corto di carburante stava facendo ritorno alla base, e trasmise la sua posizione, la sua rotta e la sua velocità di 9 nodi; l'ammiraglio Dönitz, che si trovava all'Hotel am Steinplatz di Berlino, suo quartier generale, diede immediatamente l'ordine ai sommergibili di raggrupparsi e due giorni dopo, esattamente la notte del 15 marzo, l'U-91, comandato dal tenente di vascello Heinz Walkerling ed appartenente alla muta Raubgraf, identificò il convoglio SC-122 ma, a causa del maltempo perdette presto il contatto che venne tuttavia ristabilito meno di 24 ore dopo quando, nella notte tra il 16 ed il 17 marzo, l'U-603, comandato dal tenente di vascello Bertelsmann, anch'esso appartenente alla muta Raubgraf, affondò il primo mercantile del convoglio HX-229, il piroscafo norvegese Elin K, e poche ore dopo, alle 02.00 del 17 marzo, l'U-338, comandato dal tenente di vascello Kinzel, affondò le prime 3 navi del convoglio SC-122: i carghi inglesi Kingsbury e King Gruffydd ed il mercantile olandese Alderamin.

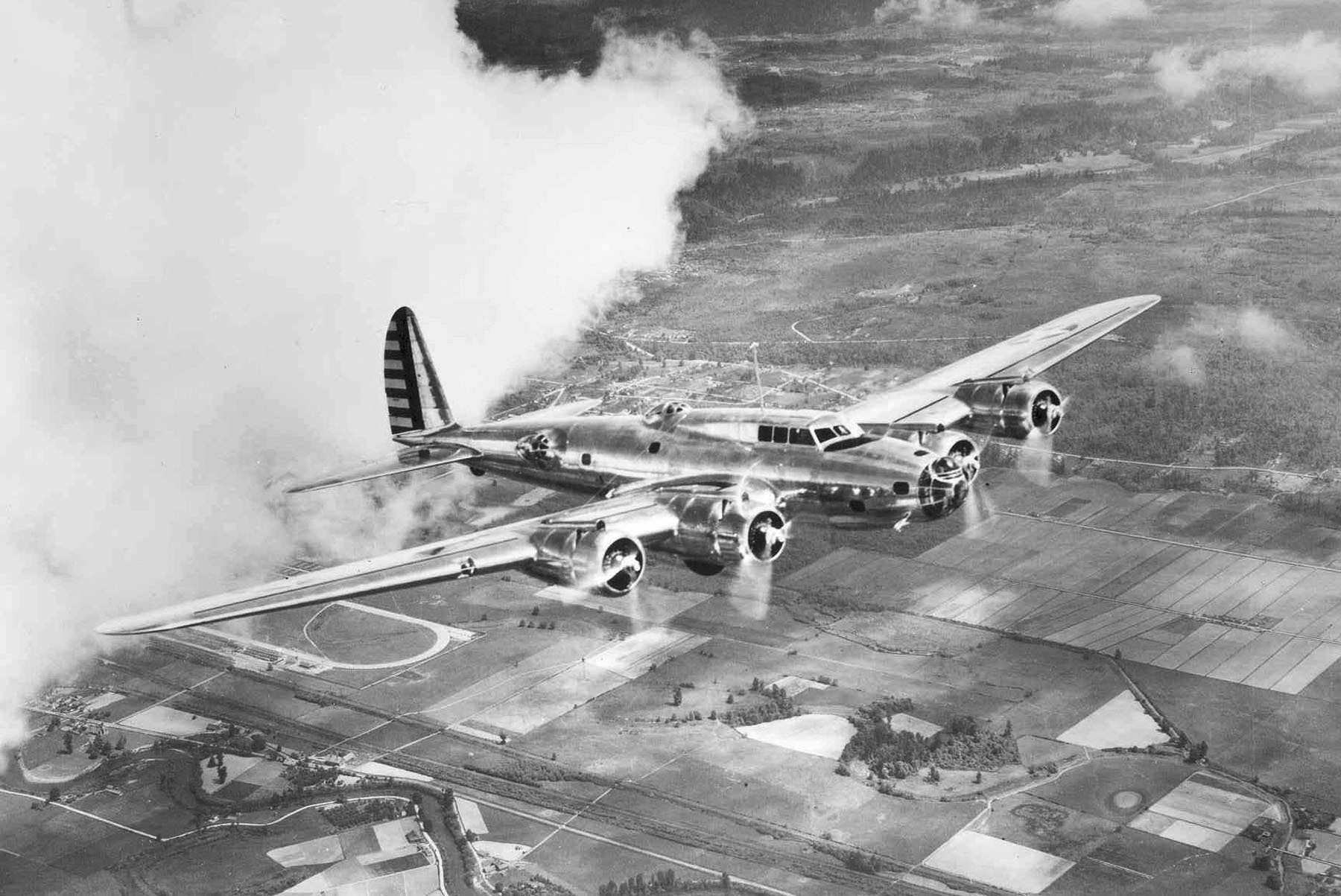
Il bombardiere a lungo raggio B-17 Flying Fortress

Gli attacchi proseguirono durante tutta la notte ed il convoglio HX-229 soffrì la perdita di altri 5 navi: i mercantili olandesi Zaanland e Terkoeli, la Southern Princess ed il Coracero inglesi, e l'Harry Luckenbach, americano, ed entrambi i convogli, nei due giorni successivi, continuarono a subire gli attacchi dei sommergibili tedeschi fino a quando, il 19 marzo, la protezione aerea dell'aviazione Alleata divenne talmente consistente da costringere le tre mute di U-Boot a disperdersi per fare rientro alle rispettive basi. Essi poterono proseguire la traversata senza ulteriori attacchi ma con la perdita fino a quel momento di 21 navi, a cui si aggiunse, sempre il 19 marzo, il mercantile americano Matthew Luckenbach, facente parte del convoglio HX-229 che era rimasto isolato e che fu affondato dall'U-527, appartenente alla muta Sturmer e comandato dal capitano di corvetta Uhlig.
L'azione fu considerata in Germania un grande successo e l'ammiraglio Dönitz la definì "la più grande vittoria in una sola battaglia contro i convogli": in soli tre giorni erano stati affondati 22 mercantili per 147 000 tonnellate di stazza lorda, con la perdita di un solo U-Boot, l'U-384, appartenente alla muta Sturmer e comandato dal sottotenente di vascello von Rosenberg-Gruszcynski, affondato da un bombardiere a lungo raggio B-17 Flying Fortress; l'Ammiragliato britannico, di contro, ammise che "i tedeschi non erano mai arrivati così vicino ad interrompere le comunicazioni tra il nuovo ed il vecchio mondo come nei primi giorni del marzo 1943".

## Epilogo
L'efficace attacco contro i convogli HX-229 ed SC-122 fu l'ultima significativa vittoria della flotta sottomarina tedesca: a partire dalla seconda metà di marzo infatti il numero di mercantili affondati ammontò solo a 15, contro il totale di 107 realizzato nella prima metà, ed in aprile la situazione peggiorò ulteriormente, per aggravarsi ancora nel mese di maggio, quando le perdite raddoppiarono, raggiungendo il 30% dei sommergibili in attività; i nuovi sistemi di localizzazione dei sommergibili e la nuova tattica suggerita dall'ammiraglio Max Kennedy Horton ne limitarono progressivamente le capacità offensive fino al punto in cui l'ammiraglio Dönitz, il 23 maggio 1943, ordinò il ritiro di tutti gli U-Boot dall'Atlantico settentrionale, in attesa di avere nuove armi da utilizzare.